# باقلا مخملی
مکونا پرورینز (نام علمی: Mucuna pruriens) نام یک گونه از تیره باقلاییان است.

## نگارخانه

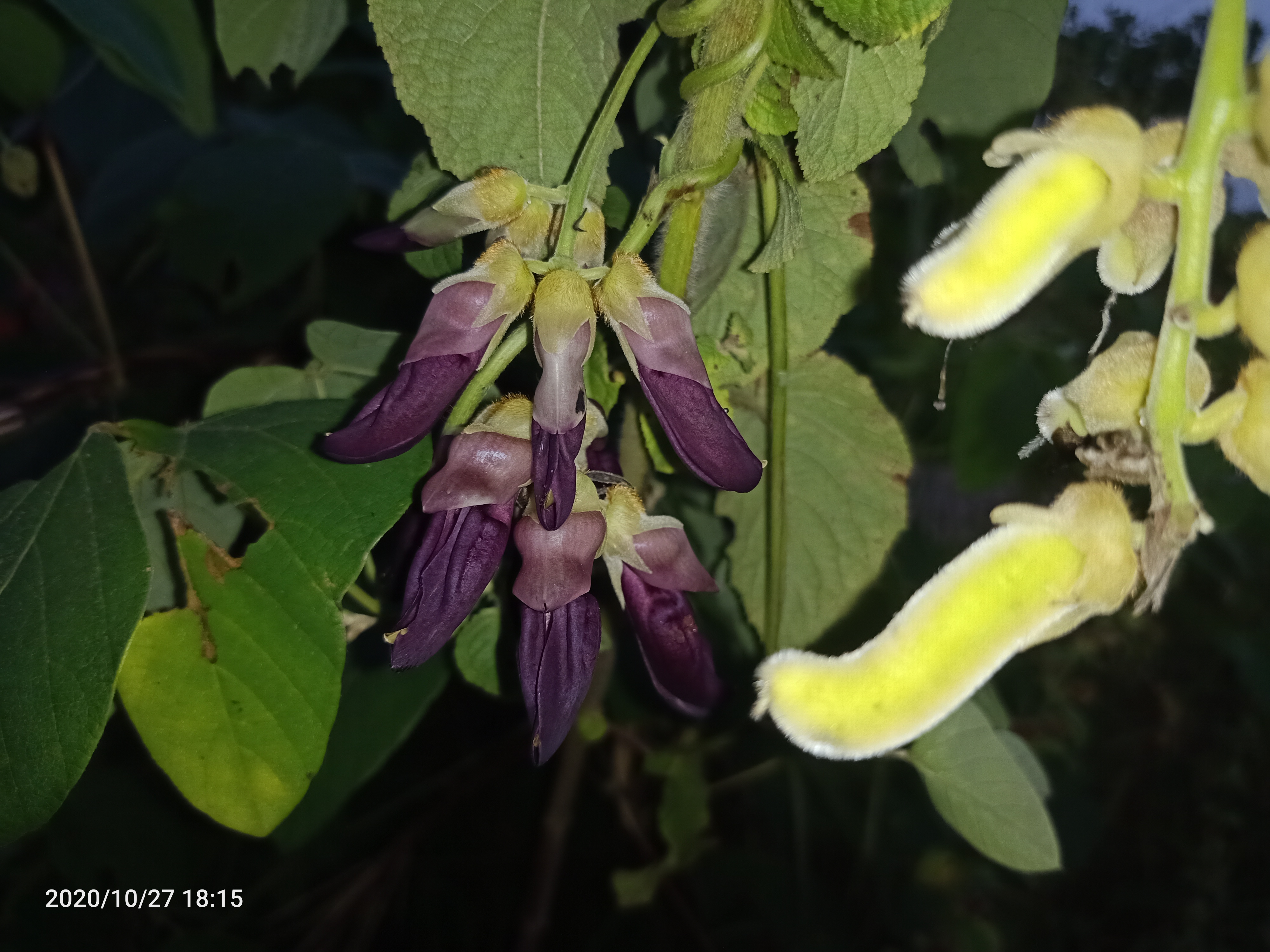
گیاه باقالا مخملی
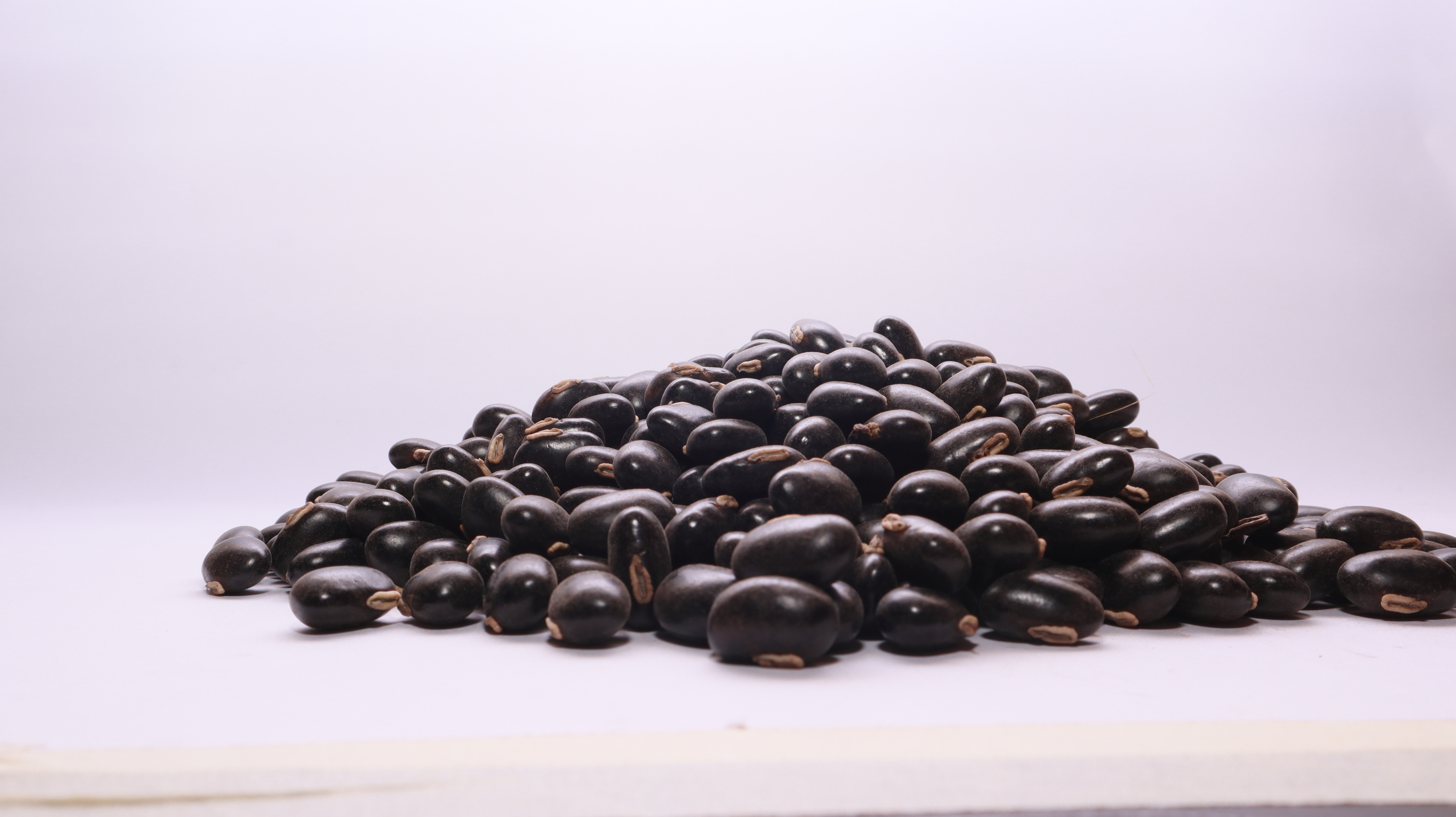
دانه باقالا سیاه
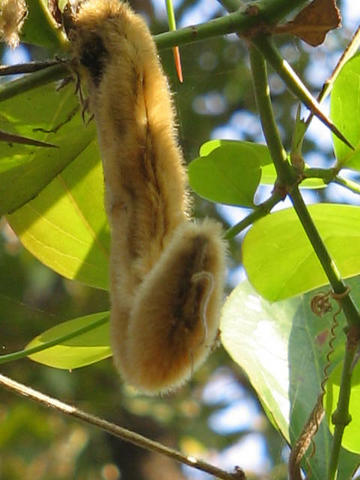
باقالا مخملی